# Irup
Irup er en hovedgård, der har givet navn til et ejerlav i Hørdum Sogn i Sydthy Kommune.
Irup Hovedgaard er på 186,2 hektar inkl. skov og park.

## Historie
Irup var i midten af 1500-tallet ejet af den tidligere bisp i Odense, Knud Gyldenstierne, der spillede en væsentlig rolle, da Christian II (1481-1559) blev afsat som Danmarks konge.
I 1700-tallet ejede Andreas Høyer gården hele tre gange.
Irups hovedbygning består af tre fløje opført omkring år 1800.
Avlsbygningerne blev opført i 1893 efter en brand.
Gården var fra 1782 og til slutningen af 1900-tallet i familien Stigaard Sørensens eje.
Irup var en af Børglum bispestols mange gårde i Thy. Gården led ikke overlast i de urolige tider ved Reformationen. Efterfølgende overgik Irup, ligesom alt andet klostergods, til Kronen. I 1556 solgtes gården til den tidligere bisp i Odense, Knud Gyldenstierne. Knud Gyldenstierne havde været en fremtrædende adelsmand under konflikterne om kongemagten fra 1523-1536.
Ved indgangen til 1523 var den politiske situation i Danmark kaotisk. Christian II var raget uklar med rigsrådet, og regeringstiden bar præg af, at kongen ikke overholdt sin håndfæstning. I januar 1523 sendte de jyske medlemmer af rigsrådet et brev til kongen, hvor de opsagde deres troskab.
Begrundelsen var, at Christian II havde pålagt landet store skatter efter krigen mod Sverige. Desuden frygtede de en dansk gentagelse af Det Stockholmske Blodbad, som 8.-9. november 1520 kostede 80 svenske adelsmænd livet. Allerede året før, i december 1522, havde de jyske rigsråder sendt et brev til hertug Frederik af Slesvig-Holsten, som de ønskede skulle efterfølge Christian II som konge af Danmark.
Med opsigelsesbrevet brød konflikten ud i lys lue. Knud Gyldenstierne fungerede som mægler mellem de jyske stormænd og kongen. Men konflikten var uundgåelig. Knud Gyldenstierne opsagde sit troskab til Christian II sammen med et par af de sidste loyale rigsråder, og den 29. januar 1523 udsendte Hertug Frederik et brev om sin magtovertagelse på baggrund af støtten fra de jyske rigsråder. Inden årets udgang var magtovertagelsen en realitet. Hertug Frederik blev indsat som Frederik I (1471-1533), men da var Christian II allerede flygtet ud af landet.
Knud Gyldenstierne blev straks efter magtovertagelsen optaget i rigsrådet, og han blev senere udnævnt til bisp i Odense. I 1532 var han om bord på det skib, der sejlede til Norge og tilfangetog Christian II, der havde forsøgt at rejse en hær mod Danmark. Christian blev sejlet til Sønderborg Slot, hvor han blev fængslet.
Knud Gyldenstierne satte sig som katolsk bisp imod protestantismens indførelse ved den nye konge Christian III (1503-1559). Landets biskopper og en række stormænd allierede sig igen med den afsatte Christian II, og sammen hyrede de en slægtning til de danske konger, grev Christoffer af Oldenburg, som fører for en hær af lejetropper, der skulle generobre Danmark i Christian II's navn. Det var efter ham, at den efterfølgende borgerkrig fik navnet Grevens Fejde (1534-1536).
Knud Gyldenstierne blev sammen med alle landets katolske biskopper fængslet i 1536, men han blev løsladt året efter, mod at han lovede ikke at modsætte sig den nye samfundsorden, og at han ville være den nye konge tro. Han blev ikke optaget i det nye rigsråd, så resten af sit liv levede han en tilbagetrukket tilværelse som stormand med mange herregårde. En af dem var Irup.
Da Knud Gyldenstiernes barnebarn, Knud Gyldenstierne, døde i 1636, arvede hans datter Karen Gyldenstierne Irup, som automatisk gik til hendes mand Tage Ottesen Thott. Dermed stoppede Gyldenstiernernes ejerskab af Irup.
Op gennem 1600-tallet deltog Danmark ad flere omgange i krig mod Sverige. Tre gange var Jylland besat af fremmede tropper. Landbruget blev ikke dyrket ordentligt, og bønderne blev blot fattigere. Trækdyr og såsæd blev en mangelvare, og mange bygninger blev ødelagt.
Med enevældens indførelse i 1660 blev det også muligt for almindelige borgere at købe godser. I 1661 købte den københavnske handelsmand Albert von Itzen gården. Krigene mod Sverige efterfulgtes af en landbrugskrise, og selv om Albert von Itzen havde været en meget velhavende mand, var det svært at holde godsets drift oppe. Efter Albert von Itzens død i 1679 arvede hans niece Irup. Fem år senere giftede hun sig med Christian Hermann Helverskov.
Christian Hermann Helverskov havde en lang uddannelse bag sig, og det var egentlig meningen, at han skulle have været embedsmand i København. Men da han giftede sig med Hedevig von Itzen, blev han også den retmæssige ejer af og herremand på Irup.
Christian Hermann Helverskov arbejdede som landsdommer, men ved siden af sit arbejde og livet som herremand blev han også kendt for en stor produktion af beretninger og poesi, der gav et morsomt og vittigt indblik i hans samtid. Illustrationerne stod han også selv for. Mange af tegningerne var karikaturer af mennesker. Desuden udgav Christian Hermann Helverskov en lægebog med husråd fra alle samfundslag om sygdomme og deres behandlinger.
Da Christian Hermann Helverskov døde i 1733, arvede hans datter Frederikke Irup, som retmæssigt gik til hendes mand. I 1754 solgte han godset til Andreas Høyer. Herefter indledtes en årrække med urolige ejerforhold på Irup. Ikke mindre end tre gange solgte Andreas Høyer godset. Både i 1770 og 1778 købte han Irup tilbage af de aktuelle ejere, og først i 1782 solgte han endeligt gården. Under de skiftende ejerforhold påbegyndte ejerne at sælge godsets jorde fra.
Den nye ejer var Anders Stigaard, som fortsatte med at frasælge godsets fæstegårde og udstykke hovedgårdens jorder. Anders Stigaards svigersøn, Anders Sørensen, overtog Irup i år 1800 sammen med sin bror. I 1804 blev Anders Sørensen eneejer, og han ønskede at dyrke landbruget på Irup. Under hans ejerskab led Danmark under dårlige tider for landbruget. Tiden var præget af mange konkurser og hyppige ejerskifter på herregårdene, men Anders Sørensen formåede at holde sig oven vande i hele perioden. Resten af 1800-tallet og frem til slutningen af 1900-tallet sad familien Sørensen (Stigaard Sørensen) på Irup gods, som de drev dygtigt. De udnyttede ny viden om landbrug, de drænede og merglede gårdens jorde, og Irup blev kendt for sin gode kvægbesætning.

### Sagn
Mange sagn er knyttet til den gamle gård. Irup har også sin hvide dame, der ved fuldmåne, bedst torsdag, går en tur i parken ned til den røde port.

### Parken
Parken har fra tidlig tid været af en usædvanlig frodighed, med sjældne træer og navnlig urter, der måske stammer helt fra middelalderen. En del munkeordener betragtede det som en synd at spise kød, ja selv æg og ost. De dyrkede derfor mange arter planter til husholdningen og til helbredelse af sygdomme. I Irups park vokser sjældne løgplanter og urter, bl. a. kan nævnes svaleurt, vibeæg, bulmeurt og skarntyde. Mest kendt af træer er de 4 gamle takstræer, der vokser i parken, de er ved boreprøver af en biolog fastsat til at være ca. 300 år gamle.

## Ejere af Irup
- 1449	Børglum bispestol
- 1536	Krongods
- 1556	Knud Gyldenstierne til Ågård
- 1568	Jytte Podebusk
- 1596	Axel Gyldenstierne
- 1603	Knud Gyldenstierne
- 1636	Tage Ottesen Thott
- 1661	Albert von Itzen
- 1679	Hedevig von Itzen
- 1684	Christian Hermann Helverskov
- 1733	Jens Jørgen Hoppe
- 1754	Andreas Høyer
- 1769	Mads Illum
- 1770	Andreas Høyer
- 1771	Ditlev Bull
- 1778	Andreas Høyer
- 1782	Anders Stigaard
- 1800	Anders Sørensen
- 1849	Laurids Sørensen
- 1866	Frederikke Kirstine Sørensen
- 1894	Anders Sørensen
- 1898	Ane Sophie Sørensen, f. Bendsen
- 1914	Johannes Sørensen
- 1944	Ole Stigaard Sørensen
- 1954	Mogens Stigaard Sørensen
- 1972	I/S Irup
- 1989	Allan Galsgaard
- 2015	Lenamartina og Gijsbertus Claas Wiertsema
- 2018	Familien Hove (Irup Hovedgaard A/S)

Nuværende ejer: Familien Hove (Irup Hovedgaard A/S)